# Cotisation sur les boissons alcooliques
Lire en ligne

Lire sur Légifrance

La cotisation sur les boissons alcooliques (ou cotisation spéciale sur les boissons alcooliques) est une taxe française sur les alcools forts instaurée en 1983. Affectée à la protection sociale des professions agricoles, la cotisation poursuit un objectif de santé publique.

## Historique
Lors de l'examen de la loi de financement de la Sécurité sociale 1983, Pierre Bérégovoy, ministre des affaires sociales et de la solidarité nationale, propose une « cotisation sur le tabac et les boissons alcooliques en raison des risques que comporte l’usage immodéré de ces produits pour la santé »,. Il déclare :

« À partir du moment où l’on considère que l’usage immodéré est une cause des maladies dont on a parlé, avec des conséquences néfastes sur la santé, il convient de se demander (...) si ceux qui usent de manière excessive de l’alcool ou du tabac, nuisant à leur santé et, parfois aussi, par les accidents de la route, à la collectivité tout entière, n’ont pas le devoir de contribuer, d’une manière modeste, au financement des dépenses ainsi engendrées. Je puis vous assurer, mesdames et messieurs, que nous (...) avons le devoir de nous demander s’il n’est pas possible, en instaurant une contribution modérée pour ceux qui abusent de ces produits, de trouver des sources de financement utiles pour la collectivité. »

Si la partie relative au tabac est abrogée moins d’un an plus tard, la taxe comportementale sur les alcools forts est toujours en œuvre, codifiée à l'article L245-7 du code de la sécurité sociale. Le Conseil constitutionnel a estimé que la cotisation n'était pas une taxe parafiscale mais un impôt.
Dans une note de décembre 2021, la Cour des comptes suggère de relever la fiscalité des boissons alcoolisées afin de réduire la consommation d'alcool.

## Caractéristiques

### Bénéficiaire
Le produit de la cotisation est affecté à la Caisse centrale de la mutualité sociale agricole (CCMSA) depuis 2011, sans être obligatoirement destiné à la lutte contre l'alcoolisme et ses effets sur la santé.

### Redevables
La cotisation spéciale sur les boissons alcooliques s’applique aux boissons dont le titre alcoométrique excède le seuil de 18 % vol. depuis la loi de financement de la Sécurité sociale 2012. Le seuil était auparavant fixé à 25 %.
Les tarifs de la cotisation varient en fonction de la catégorie fiscale des produits. Les rhums et les alcools de cru produits et consommés dans les départements d'outre-mer bénéficient d'un tarif dérogatoire de cotisation. Depuis la loi de financement de la Sécurité sociale pour 2019, un rattrapage progressif est réalisé entre la France d'outre-mer et la France métropolitaine,. La Première signale que « la vignette Sécurité Sociale était de 40 € par hectolitre d'alcool pur (HAP), contre 559 € sur les rhums vendus dans l'Hexagone ».
| Catégorie fiscale                                             | Tarif applicable                 |
| ------------------------------------------------------------- | -------------------------------- |
| Autres alcools, dont rhums des DOM exportés en métropole      | 559,02 €/hectolitre d’alcool pur |
| Rhums et alcools de cru produits et consommés dans les DOM    | 0,04 € par décilitre             |
| Vins doux naturels et aux vins de liqueurs AOP de plus de 18° | 18,89 €/hectolitre               |
| Autres produits intermédiaires de plus de 18°                 | 47,20 €/hectolitre               |
| Bières de plus de 18°                                         | 2,97 €/degré/hectolitre          |
| Bières de plus de 18° produites par une petite brasserie      | 1,49 €/degré/hectolitre          |

### Rendement
| Année                                                  | 2010  | 2011  | 2012  | 2013  | 2014  | 2015  |
| ------------------------------------------------------ | ----- | ----- | ----- | ----- | ----- | ----- |
| Cotisation spéciale sur les boissons alcooliques       | 525   | 592   | 628   | 705   | 732   | 740   |
| Total des taxes sur les boissons alcooliques, hors TVA | 3 232 | 3 579 | 3 240 | 3 932 | 4 104 | 4 054 |